# Македонский голос
„Македонский голос“ (на руски: „Македонскій Голосъ“, в превод Македонски глас) е руски вестник на Петербургската македонска колония в Русия, излизал в периода 1913 – 1914 година. Негов редактор е Димитър Чуповски с помощник брат му Наце Димов, които защитават македонистката идея за отделна македонска нация. Вестникът се обявява за Независима Македония и славянско братство. Разрешаването на Македонския въпрос трябва да стане с участието на Русия. От вестника излизат общо 11 броя.
| Годишнина | Броеве | Дата                         |
| --------- | ------ | ---------------------------- |
| І         | 1 – 8  | юни 1913 – 22 декември 1913  |
| ІІ        | 9 – 10 | 2 март 1913 – 13 август 1914 |

„Славянские известия“ пише за вестника:
| „ | Привържениците на „независима Македония“, намиращи се, както изглежда, изключително в Петербург и съставляващи група от пет човека, предприеха собствено издание... Но в нито един от броевете на вестника няма нито дума, нито ред от името на не-петербургските, а и на македонските македонци. | “ |